# Icterica
Icterica is een geslacht van insecten uit de familie van de Boorvliegen (Tephritidae), die tot de orde tweevleugeligen (Diptera) behoort.

## Soorten
- I. circinata (Loew, 1873)
- I. seriata (Loew, 1862)
- I. westermanni